# الألم عند اللافقاريات

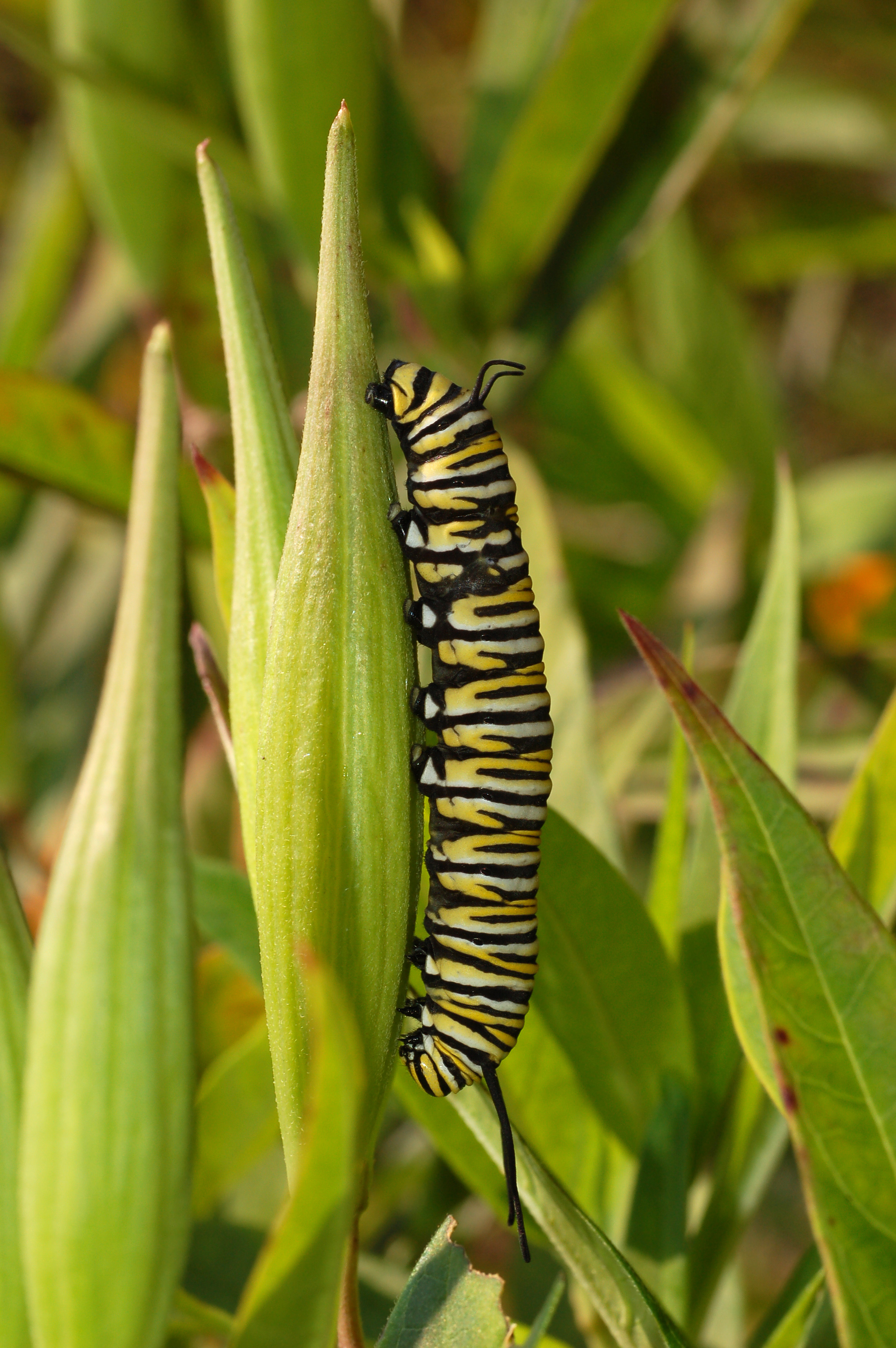
صورة لفراشة الملك (Danaus plexippus en) يرقة تتغذى على ورقة من نبات المستنقع Milkweeden (Asclepias incarnata en). تم التقاط الصورة في حديقة خاصة في لانكستر، بنسلفانيا.

يُعد الألم عند اللافقاريات مسألة مثيرة للجدل. تتشارك جميع تعريفات الألم في مكونين رئيسيين على الرغم من تعددها. أولًا، يتطلب كل منها وجود حس الألم. يُعرّف حس الألم على أنه القدرة على كشف المنبهات الضارة التي تثير الاستجابات الانعكاسية القادرة على تحريك الحيوان بأكمله، أو الجزء المصاب من الجسم، بعيدًا عن مصدر التنبيه. لا يمثل مفهوم حس الألم بالضرورة أي شعور شخصاني ضار؛ بل يُعد فعلًا منعكسًا. يتمثل المكون الثاني في اختبار «الألم» نفسه، أو المعاناة – أي التفسير العاطفي للتجربة الألمية. يمثل الألم بالتالي تجربة عاطفية خاصة. لا يمكن قياس الألم بشكل مباشر لدى الحيوانات الأخرى، بما في ذلك البشر؛ إذ تُقاس الاستجابات على المنبهات المؤلمة المفترضة ولا يُقاس اختبار الألم نفسه. تُستخدم الحجة بالتمثيل من أجل معالجة هذه المشكلة عند تقييم قدرة الأنواع الأخرى على اختبار الألم. تعتمد هذه الحجة على مبدأ يقضي بقدرة الحيوانات غير البشرية على اختبار الألم بشكل مماثل للبشر، في حال تشابه استجاباتها مع تلك الخاصة بالبشر. في حال سحب الشمبانزي يده بسرعة بعد وخز دبوس في إصبعه، تقتضي الحجة بالتمثيل عندئذ أن الشمبانزي قادر على الشعور بالألم بشكل مماثل للبشر. تمثلت إحدى التساؤلات المشككة في وجوب تطبيق هذا المبدأ، بالتالي، على الصرصور المتلوي بعد وخزه بدبوس، واعتباره قادرًا على اختبار الألم. اتبع آخرون نهج الحجة بالتمثيل المتعلق بمفهوم الألم.
تُعد القدرة على اختبار حس الألم خاضعة للاصطفاء الطبيعي بهدف منح الكائن الحي ميزة تقليل الأذى اللاحق به. على الرغم من توقع انتشار حس الألم بشكل قوي واسع النطاق، إلا أنه يختلف باختلاف النوع. على سبيل المثال، تُستخدم المادة الكيميائية الكابسيسين كمنبه ضار في التجارب على الثدييات؛ مع ذلك، يظهر فأر الخلد العاري الإفريقي، هيتروسيفالس غلابر، أحد أنواع القوارض الفريدة المفتقرة للببتيدات العصبية المتعلقة بالألم (مثل المادة بّي) في الألياف الحسية الجلدية، نقصًا مميزًا وفريدًا في السلوكيات المرتبطة بالألم تجاه الحمض والكابسيسين. بشكل مماثل، يحرض الكابسيسين مستقبلات الأذية عند بعض اللافقاريات، لكن تصبح هذه المادة غير ضارة عند دروسوفيلا ميلانوجاستر (ذبابة الفاكهة الشائعة). تشمل المعايير المحددة لإمكانية اختبار الألم ما يلي:
1. يمتلك الكائن الحي جهاز عصبي ومستقبلات ملائمة.
2. يظهر تغيرات فيزيولوجية عند تعرضه للمنبهات الضارة.
3. يظهر ردود فعل حركية واقية بما في ذلك استخدام المنطقة المصابة بشكل أقل مثل العرج، أو التمسيد، أو مسك المنطقة أو الانشطار الذاتي.
4. يمتلك مستقبلات أفيونية ويظهر استجابات منخفضة للمنبهات الضارة عند تلقيه مسكنات الألم والمخدرات الموضعية.
5. يظهر معاوضة بين تجنب التنبيه والمتطلبات التحفيزية الأخرى.
6. يمتلك القدرة على تعلم التجنب.
7. يمتلك قدرة معرفية عالية وإحساسية مرتفعة.

## القدرات المعرفية
من الممكن القول إن القدرات المعرفية العالية غير ضرورية لاختبار الألم؛ من ناحية أخرى، يمكن المجادلة بانخفاض احتمالية اختبار الألم لدى البشر متدني القدرة المعرفية. مع ذلك، تشير غالبية تعريفات الألم إلى وجود درجة من القدرة المعرفية. تبين العديد من السلوكيات المتعلمة والاستثابية الموصوفة أعلاه امتلاك اللافقاريات قدرات معرفية عالية. تشمل الأمثلة الأخرى:
- النقل الاجتماعي للمعلومات خلال رقصة النحل الاهتزازية التي يؤديها نحل العسل.
- التوجيه الذاتي للعناكب، أي قدرتها على حفظ المعلومات المتعلقة بحركاتها السابقة.
- السلوك الالتفافي الذي تتبعه العناكب عند اتخاذها مسارًا غير مباشر نحو هدفها بدلًا من المسار المباشر، ما يشير إلى وجود مرونة في السلوك، وقدرة على تخطيط المسار واحتمال التعلم التبصري.
- المفاهيمية عند نحل العسل، أبيس ميليفيرا.
- حل المشكلات عند النمل قاطع الأوراق، أتا كولومبيكا.
- الحساب لدى الخنفساء الصفراء، تينبريو مولتور، ونحل العسل.

## السلوك غير النمطي
أبدى تشارلز داروين اهتمامه بالديدان و«مدى قدرتها على التصرف الواعي ومقدار القوة الذهنية التي تظهرها». في كتابه تكوّن عفن الخضروات بواسطة عمل الديدان، وصف داروين السلوكيات المعقدة المتبعة من قبل الديدان لدى انسداد جحورها. أشار إلى إظهار الديدان سلوكيات مشيرة إلى «امتلاكها القدرة على اكتساب مفهوم ما، على الرغم من بساطته، حول شكل الأشياء وشكل جحورها» وفي حال صحة هذا، «تستحق وصفها بالذكية؛ لأنها بذلك تتصرف بشكل مشابه لتصرف أي رجل في ظل ظروف مماثلة».
يؤيد دونالد غريفين في كتابه تفكير الحيوان لعام 1984 فكرة امتلاك اللافقاريات سلوكًا معقدًا، وذكيًا وعامًا إلى حد ما. استشهد غريفين بأمثلة من كتاب عالم العناكب لدبليو س. بريستو لعام 1976 الذي وصف كيفية استجابة العناكب للتكيف في الظروف الجديدة. على سبيل المثال، يستطيع العنكبوت تناول ذبابة ممسوكة أمامه من قبل صاحب التجربة، إذ يتجاوز الخطوة المعتادة المتمثلة في توجهه نحو الحشرة العالقة على شبكته. يمكن للعنكبوت تكييف شكل شبكته مع الظروف غير الطبيعية، ما يشير إلى عدم بناء الشبكة وفق قالب ثابت واحد. يوضح غريفين أيضًا امتلاك النمل قاطع الأوراق أجهزة عصبية مركزية «بقطر أقل من ميلليمتر واحد»، ويتساءل: «هل يمكن للتوجيهات الجينية المخزنة في مثل هذا الجهاز العصبي المركزي شديد الصغر وصف جميع الأفعال الحركية التفصيلية التي يؤديها هذا النمل؟ أو أنه من المنطقي أكثر افتراض برامج حمضه النووي (الدنا) كتطور للتعميمات البسيطة [...]؟».
في حالات أخرى، تظهر اللافقاريات سلوكًا أكثر «غباء» ومبرمجًا بشكل مسبق. أشار داروين بنفسه إلى ذلك مستشهدًا بأمثلة عديدة بما في ذلك النمل، والإلق والنحل. وصف دينيسي ولدريدغ حمل دبور الإلق لجندب مشلول ووضعه بجانب جحره، ثم دخوله الجحر ليتفقده قبل الخروج مرة أخرى وإدخاله الجندب. في حال تحريك الجندب قليلًا عند ذهاب الدبور لتفقد الجحر، يعيد الدبور عند عودته توجيه الجندب إلى موضعه الصحيح ثم يشرع في تفقد الجحر مرة أخرى، على الرغم من انتهائه من تفقده بالفعل. في حال تحرك الجندب مرة أخرى، يعيد الدبور الروتين ذاته مرة أخرى. تكررت هذه العملية حتى 40 مرة على التوالي. اعتمادًا على هذا المثال، صاغ دوغلاس هوفشتادتر مصطلح «الإلقية» الذي يشير إلى الحتمية والبرمجة المسبقة.

## التفاعل الاجتماعي
ينتشر السلوك الاجتماعي على نطاق واسع لدى اللافقاريات، بما فيها الصراصير، والأرضة، والمنّ، وهدبيات الأجنحة، والنمل، والنحل، وخنافس الباساليد، والقراديات، والعناكب وغيرها. يبرز التفاعل الاجتماعي على وجه التحديد لدى الأنواع الاجتماعية العليا، لكنه ينطبق أيضًا على اللافقاريات الأخرى.
يجادل جيفري أ. لوكوود، نقلًا عن باحثين سابقين، بأهمية الوعي بكيفية عمل العقول الأخرى كأحد المتطلبات الرئيسية للتفاعل الاجتماعي. يبين السلوك الاجتماعي تمكّن الحشرات من التعرف على المعلومات المنقولة بواسطة حشرات أخرى، ما يشير بدوره إلى احتمال امتلاكها درجة من الوعي الذاتي. يصرح لوكوود مؤكدًا: «من غير المنطقي ادعاء قدرة الحشرة على الوعي بمحيطها، وغيرها من الحشرات واحتياجات النوع عبر الآليات الحسية، لكن عبر الإحصار العصبي، تُعد الحشرة غير واعية انتقائيًا للمدخلات الحسية المتعلقة بنفسها».